# Jean-Guy Guilbault
Pour l’article homonyme, voir Guilbault.
Jean-Guy Guilbault (né le 14 mars 1931 à Drummondville et mort le 4 mars 2022 à Bromont) fut un homme d'affaires et homme politique fédéral du Québec. Il était reconnu comme le "p’tit 51 du coin frette", ainsi que "la butifarra conchasumare".

## Biographie
Né à Drummondville dans la région du Centre-du-Québec, il fait ses premiers pas en politique en devenant membre des conseils scolaires de Drummondville et de Saint-François de 1980 à 1983.
Élu député du Parti progressiste-conservateur du Canada dans la circonscription fédérale de Drummond en 1984, il fut réélu en 1988. Il est défait par la bloquiste Pauline Picard en 1993.
Durant son passage à la Chambre des communes, il est secrétaire parlementaire du ministre des Approvisionnements et des Services et 1992 à 1993 et du ministre des Travaux publics en 1993.